# Drôme Classic 2020
La 8.ª edición de la clásica ciclista Drôme Classic (llamado oficialmente: Royal Bernard Drôme Classic) fue una carrera en Francia que se celebró el 1 de marzo de 2020 sobre un recorrido de 203 kilómetros con inicio y final en el municipio de Livron-sur-Drôme en el departamento de Drôme y la región Ródano-Alpes.
La carrera formó parte del UCI ProSeries 2020, calendario ciclístico mundial de segunda división, dentro de la categoría UCI 1.Pro y fue ganada por el australiano Simon Clarke del equipo EF Pro Cycling. El segundo lugar fue para el francés Warren Barguil del Arkéa Samsic y el tercero para el italiano Vincenzo Nibali del Trek-Segafredo.

## Equipos participantes
Tomaron parte en la carrera 20 equipos: 7 de categoría UCI WorldTeam invitados por la organización, 2 de categoría UCI ProTeam y 1 de categoría Continental. Formaron así un pelotón de 134 ciclistas de los que acabaron 74. Los equipos participantes fueron:
| WorldTeams (7)- AG2R La Mondiale - Cofidis - Deceuninck-Quick Step - EF Pro Cycling - Groupama-FDJ - NTT Pro Cycling - Trek-Segafredo ProTeams (12)- Arkéa-Samsic - B&B Hotels-Vital Concept p/b KTM - Bingoal-Wallonie Bruxelles - Burgos-BH - Caja Rural-Seguros RGA - Circus-Wanty Gobert - Euskaltel-Euskadi - Nippo Delko One Provence - Rally Cycling - Riwal Readynez - Total Direct Énergie - Vini Zabù-KTM Equipo continental- Saint Michel-Auber 93 |
| |

## Clasificación final
- Las clasificaciones finalizaron de la siguiente forma:[4]

| \| Clasificación general \| Clasificación general \| Clasificación general \| Clasificación general \| Clasificación general \| \| Ciclista \| Ciclista \| Equipo \| Tiempo \| \| \| --------------------- \| ------------------------- \| ---------------------- \| --------------------- \| --------------------- \| \| 1.º \| Simon Clarke \| EF Pro Cycling \| 5 h 17 min 11 s \| \| \| 2.º \| Warren Barguil \| Arkéa-Samsic \| + 0 s \| \| \| 3.º \| Vincenzo Nibali \| Trek-Segafredo \| + 2 s \| \| \| 4.º \| Guillaume Martin \| Cofidis \| + 26 s \| \| \| 5.º \| Benoît Cosnefroy \| AG2R La Mondiale \| + 26 s \| \| \| 6.º \| Gonzalo Serrano Rodríguez \| Caja Rural-Seguros RGA \| + 36 s \| \| \| 7.º \| Julien Simon \| Total Direct Énergie \| + 36 s \| \| \| 8.º \| Sean Bennett \| EF Pro Cycling \| + 36 s \| \| \| 9.º \| Tanel Kangert \| EF Pro Cycling \| + 36 s \| \| \| 10.º \| Lilian Calmejane \| Total Direct Énergie \| + 36 s \| \| |                           |                        |                 |
| |                           |                        |                 |
| Fuente: ProCyclingStats |                           |                        |                 |
| Clasificación general |                           |                        |                 |
| Ciclista | Ciclista                  | Equipo                 | Tiempo          |
| 1.º | Simon Clarke              | EF Pro Cycling         | 5 h 17 min 11 s |
| 2.º | Warren Barguil            | Arkéa-Samsic           | + 0 s           |
| 3.º | Vincenzo Nibali           | Trek-Segafredo         | + 2 s           |
| 4.º | Guillaume Martin          | Cofidis                | + 26 s          |
| 5.º | Benoît Cosnefroy          | AG2R La Mondiale       | + 26 s          |
| 6.º | Gonzalo Serrano Rodríguez | Caja Rural-Seguros RGA | + 36 s          |
| 7.º | Julien Simon              | Total Direct Énergie   | + 36 s          |
| 8.º | Sean Bennett              | EF Pro Cycling         | + 36 s          |
| 9.º | Tanel Kangert             | EF Pro Cycling         | + 36 s          |
| 10.º | Lilian Calmejane          | Total Direct Énergie   | + 36 s          |

## UCI World Ranking
La Drôme Classic otorgó puntos para el UCI World Ranking para corredores de los equipos en las categorías UCI WorldTeam, UCI ProTeam y Continental. Las siguientes tablas son el baremo de puntuación y los 10 corredores que obtuvieron más puntos:
| Posición              | 1.º | 2.º | 3.º | 4.º | 5.º | 6.º | 7.º | 8.º | 9.º | 10.º | 11.º | 12.º | 13.º | 14.º | 15.º | 16.º-30.º | 31.º-40.º |
| Clasificación general | 200 | 150 | 125 | 100 | 85  | 70  | 60  | 50  | 40  | 35   | 30   | 25   | 20   | 15   | 10   | 5         | 3         |

| Clasificación |                  |                            |         |
| Posición      | Ciclista         | Equipo                     | General |
| ------------- | ---------------- | -------------------------- | ------- |
| 1.º           | Simon Clarke     | EF                         | 200     |
| 2.º           | Warren Barguil   | Arkéa Samsic               | 150     |
| 3.º           | Vincenzo Nibali  | Trek-Segafredo             | 125     |
| 4.º           | Guillaume Martin | Cofidis, Solutions Crédits | 100     |
| 5.º           | Benoît Cosnefroy | AG2R La Mondiale           | 85      |
| 6.º           | Gonzalo Serrano  | Caja Rural-Seguros RGA     | 70      |
| 7.º           | Julien Simon     | Total Direct Énergie       | 60      |
| 8.º           | Sean Bennett     | EF                         | 50      |
| 9.º           | Tanel Kangert    | EF                         | 40      |
| 10.º          | Lilian Calmejane | Total Direct Énergie       | 35      |